# Master Quality Authenticated
Master Quality Authenticated (MQA) es un códec de audio que usa compresión con pérdida, creado para archivos de alta fidelidad, audio digital, streaming y descarga de archivos. Fue lanzado en 2014 por Meridian Audio, actualmente es propiedad de MQA Ltd, que fue fundada por Bob Talks, cofundador de Meridian Audio.

## Historia
El anuncio de MQA fue realizado el 4 de diciembre de 2014 en un evento en The Shard en Londres, aunque los conceptos que sustentan el desarrollo habían sido previamente objeto de una presentación a la Audio Engineering Society British Section (10 de junio de 2014) y un artículo (publicado el 8 de october del 2014) presentado en la Audio Engineering Society 137th Convention en Los Ángeles, California en octubre de 2014.
MQA fue puesto a prueba a los visitantes de la Consumer Electronics Show en Las Vegas en enero del 2015. Varios servicios de descargas/servicios de streaming, fabricantes de sistemas de reproducción y sellos discográficos subsecuentemente han anunciado su apoyo por la tecnología, incluyendo a Pioneer Corporation, Onkyo, Meridian Audio, 7digital, Norwegian label Lindberg Lyd (2L), Mytek y otros, con Warner Music Group anunciando la firma de "un acuerdo de licencias de larga duración" con MQA en el Munich High End show en mayo del 2016.
En mayo de 2016, la Recording Industry Association of America (RIAA), en cooperación con la Recording Academy Producers & Engineers Wing, la American Association of Independent Music (A2IM), y DEG: The Digital Entertainment Group, anunciaron que los servicios que proporcionan música codificada en MQA son elegibles para llevar la marca del logo oficial de la industria para "Hi-Res Music".
En febrero de 2017, MQA y Universal Music Group anunciaron un acuerdo de licencias, en mayo de ese mismo año diversos medio anunciaron que MQA había firmado un acuerdo con Sony Music Entertainment y con Merlin Network.
En marzo de 2018, MQA lanzó "Live", un servicio virtual diseñado para preservar la calidad original de las presentaciones en vivo. La reproducción estará disponible en cualquier dispositivo pero solo dispositivos compatibles con el códec de MQA podrán acceder "a la calidad completa".

## Descripción de la tecnología
La tecnología de MQA utiliza compresión con pérdida. comprime jerárquicamente la relativamente poca energía de las bandas de frecuencia más altas en flujos de datos que se incrustan en las bandas de frecuencia más bajas utilizando técnicas patentadas de vacilación.
Después de una serie de tales manipulaciones, los datos resultantes de 44,1 kHz, los flujos de datos en capas y un flujo final de "retoque" (diferencia comprimida entre la señal con pérdidas al desempaquetar todas las capas y el original) se suministran al dispositivo de reproducción. Dada la baja cantidad de energía que se espera en las frecuencias más altas, y utilizando sólo una capa de banda de frecuencia adicional (banda superior de 44,1 kHz de 96/24 empaquetada en tramado de 48/16) y un flujo de "retoque" (diferencia comprimida entre el 96/24 y el 48/16 originales) se distribuyen juntos como un flujo de 48/24, del cual una parte de 48/16 bits puede ser reproducida por un equipo de reproducción normal de 48/16.
Otra diferencia con los formatos estándar es el proceso de muestreo. El flujo de audio se muestrea y convoca con una función de triángulo, y se interpola posteriormente durante la reproducción. Las técnicas empleadas, incluido el muestreo de señales con una tasa de innovación finita, fueron desarrolladas por varios investigadores durante la década anterior, entre ellos Pier Luigi Dragotti y otros.
El contenido codificado MQA puede ser transportado a través de cualquier formato de archivo sin pérdidas como FLAC o ALAC; por lo tanto, puede ser reproducido en sistemas con o sin un decodificador MQA. En este último caso, el audio resultante tiene un ruido de alta frecuencia fácilmente identificable que ocupa 3 bits LSB, limitando así la reproducción en dispositivos no MQA efectivamente a 13 bits. MQA afirma que, sin embargo, la calidad es superior a la "normal" 48/16, debido a los novedosos procesos de muestreo y convolución
Aparte de los métodos de muestreo y convolución, que no fueron explicados en detalle por MQA, el proceso de codificación es similar al utilizado en XRCD y HDCD.